# Anklam
Anklam is een kleine stad in de Duitse deelstaat Mecklenburg-Voor-Pommeren, in de Landkreis Vorpommern-Greifswald. Anklam telt 12.288 inwoners.

## Geografie, infrastructuur

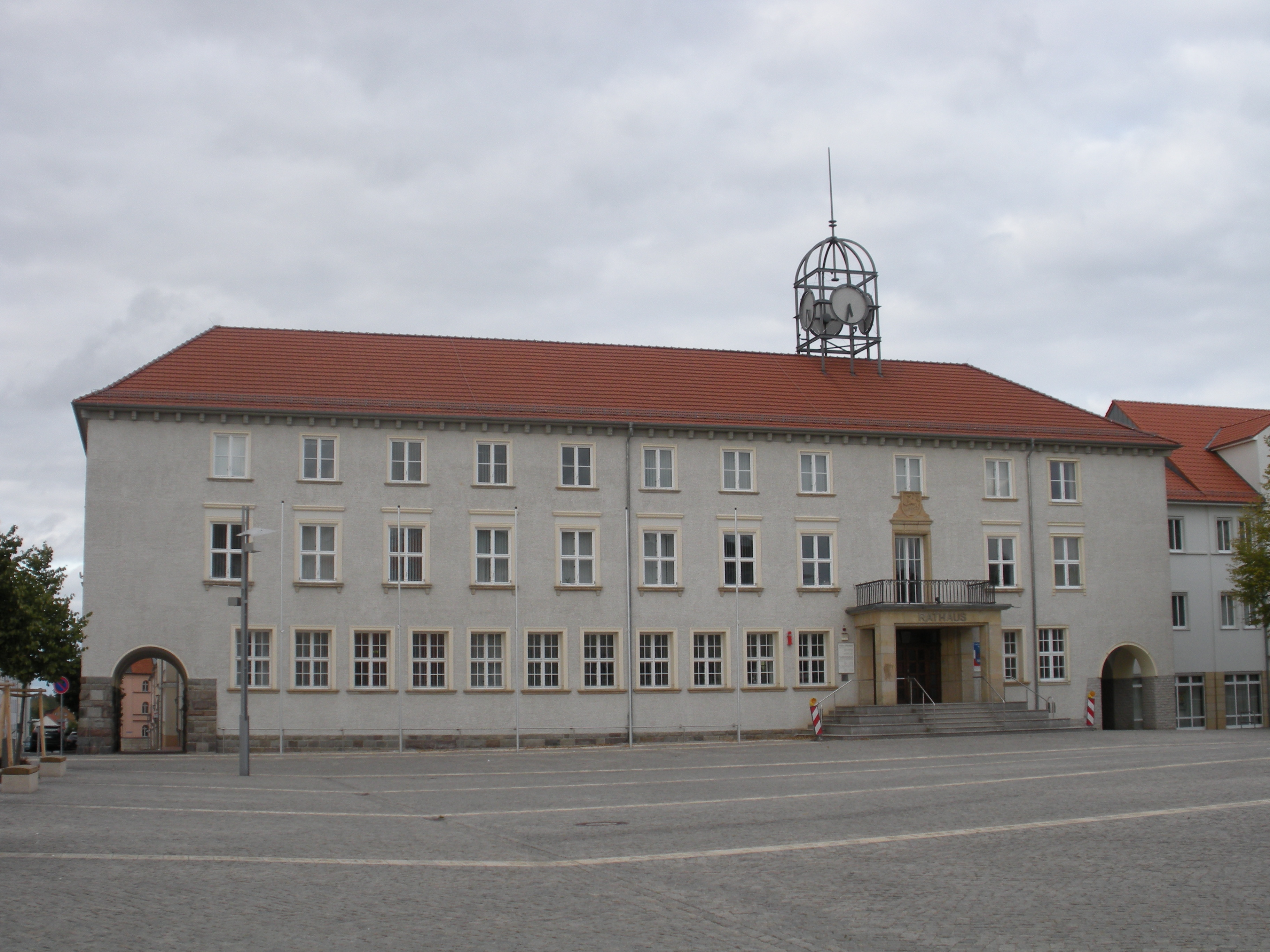
Stadhuis (1952)
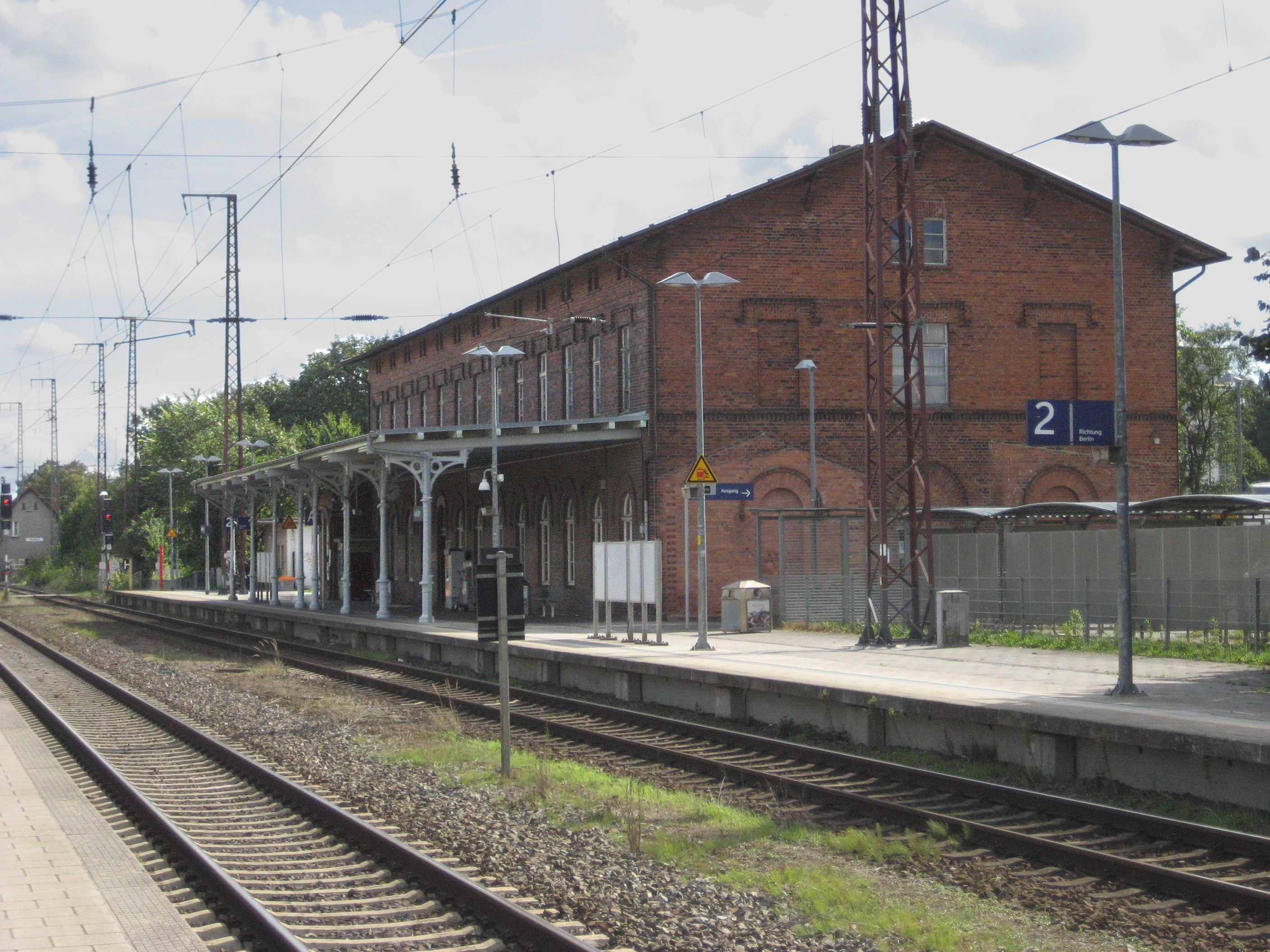
Station
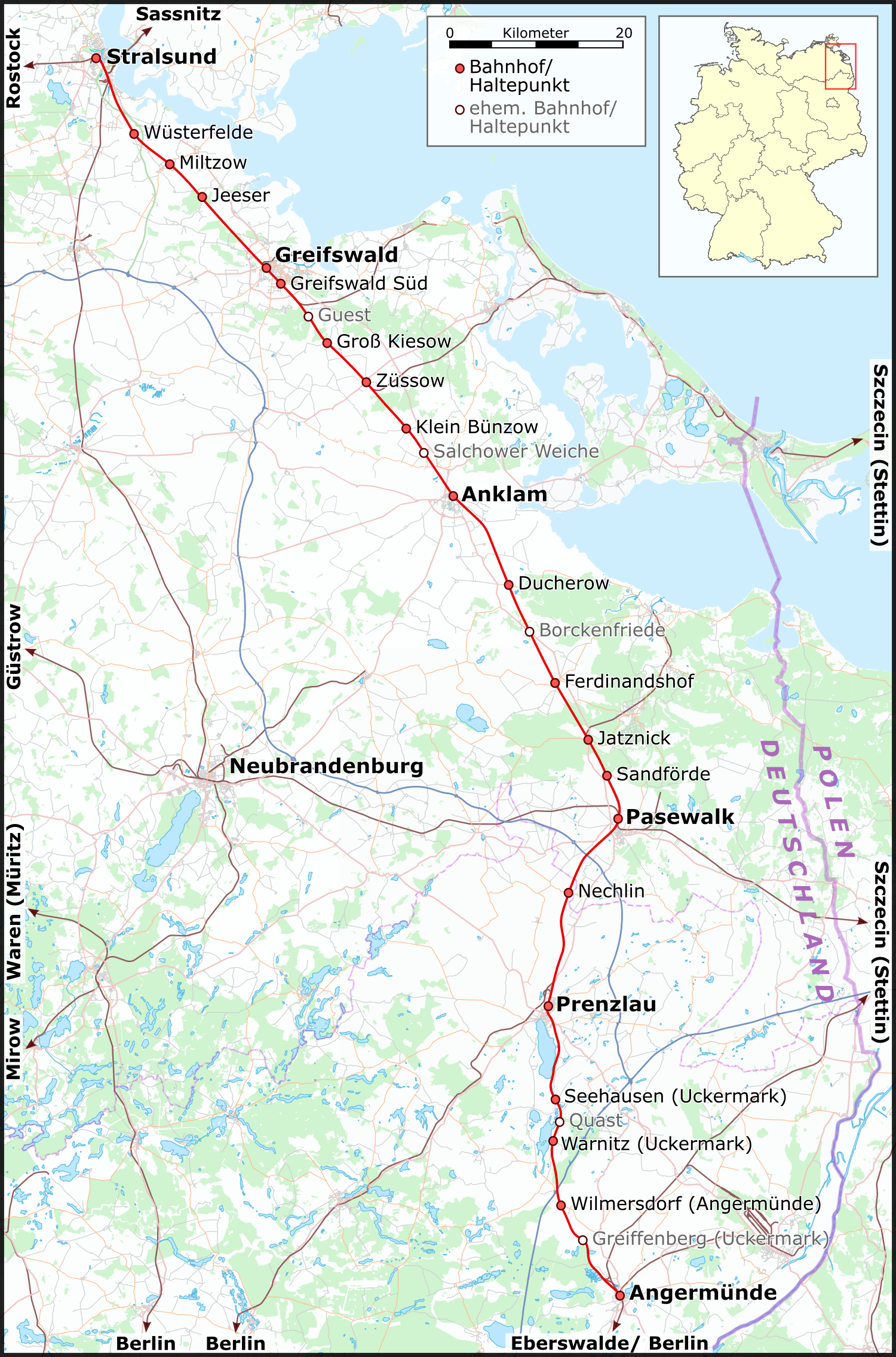
Trajectkaart spoorlijn Angermünde - Stralsund
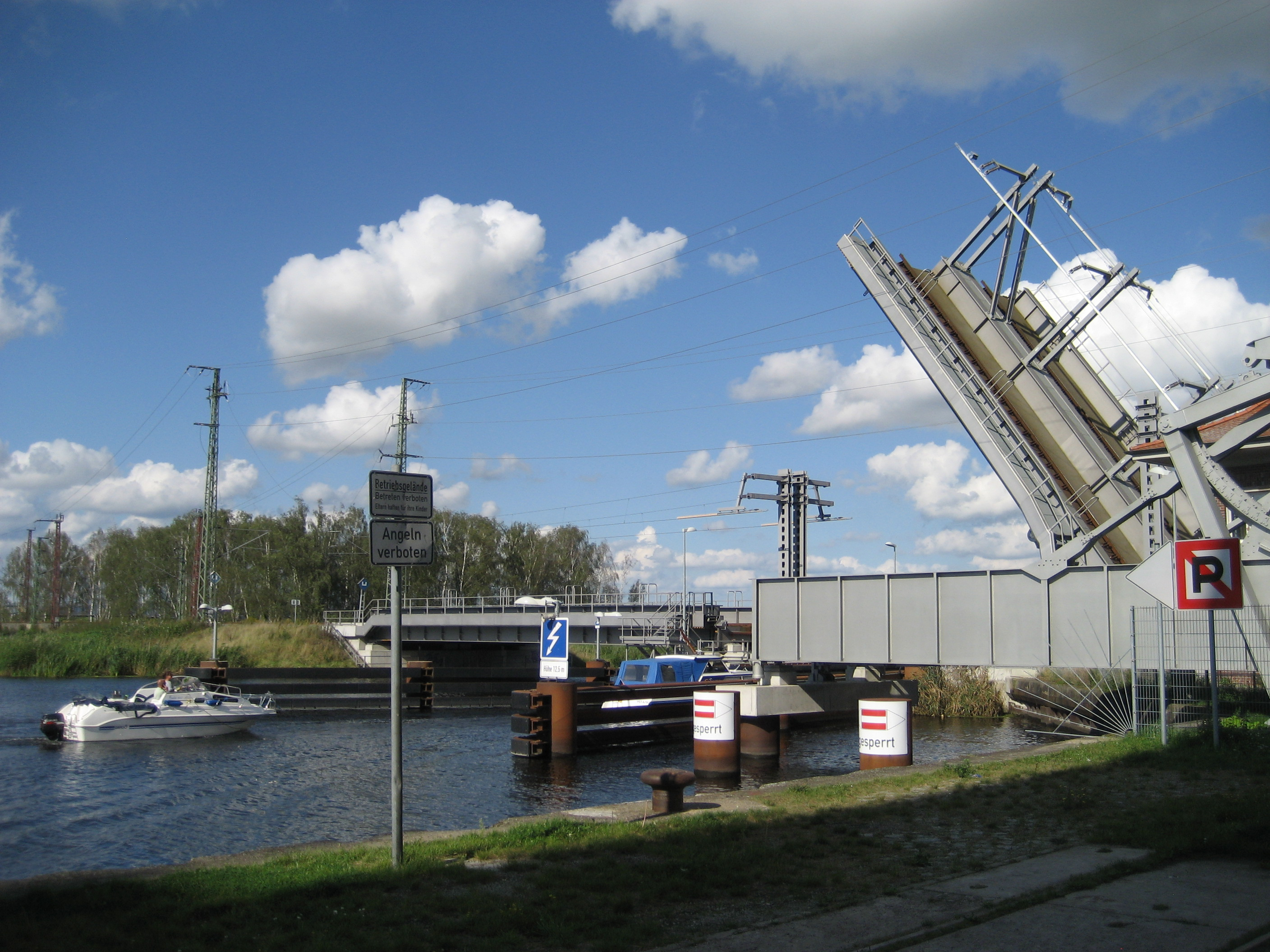
Ophaalbrug over de Peene, foto uit 2017
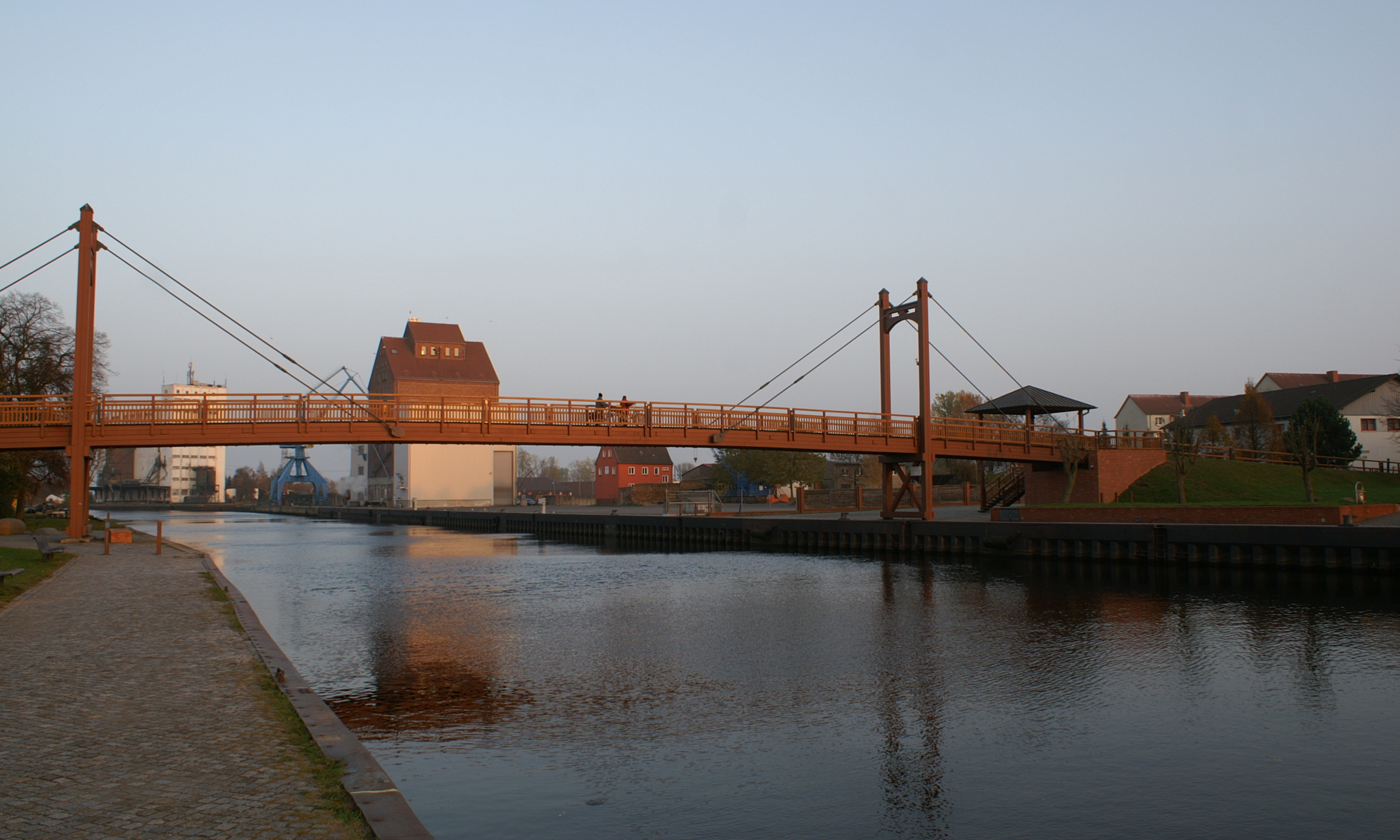
Voetgangersbrug over de Peene

Tot de gemeente Anklam behoren het stadje Anklam zelf, en de drie ten zuiden van de stad zelf gelegen stadsdelen, van noordoost naar zuidwest gerangschikt, Gellendin, Pelsin en Stretense.
De talrijke aangrenzende dorpen liggen in het Amt Züssow (o.a. Murchin), in het noorden, en het Amt Anklam-Land ( o.a. Butzow, Bargischow en Sarnow), in het zuiden.
De stad ligt aan de zuidelijke oever van de rivier de Peene. In 2013 is de oude ophaalbrug over de Peene in de spoorlijn door een nieuw exemplaar vervangen. De binnenhaven aan de Peene is nog voor kleine vrachtschepen bereikbaar, maar het industrieterrein aan de zuidoever van de rivier, bij de haven, is tegenwoordig in gebruik bij detailhandel en ander midden- en kleinbedrijf.
Niet ver ten oosten van Anklam ligt tussen het water Peenestrom en de Oostzee het zuidwestelijke gedeelte van het eiland Usedom. Vanuit het dorp Murchin, aan de oostkant van Anklam, loopt een weg met een brug over de Peenestrom naar Usedom.
De belangrijkste verkeerswegen zijn de Bundesstraßen B109 en B110, die in een gezamenlijk traject in een boog om de westelijke helft van de stad lopen. De B197, in het zuiden, en de B199, in het westen, takken niet ver van Anklam van de B 109/110 af. De dichtstbijzijnde Autobahn is de A 20. Afrit 29 van deze snelweg ligt aan de B199, meer dan 20 km ten westen van de stad.
Anklam heeft sinds 1863 een station aan de spoorlijn Angermünde - Stralsund, 65 km ten zuidoosten van Station Stralsund. Het staat een kilometer ten oost-noordoosten van het stadscentrum. Passagierstreinen stoppen doorgaans slechts eens per twee uur in Anklam. Het voormalige stationsgebouw, dat onder monumentenzorg staat, huisvest een anti-fascistisch jongerencentrum (Demokratiebahnhof). Vóór het station bevindt zich een klein busstation. Lijnbussen van de firma AVG rijden in alle richtingen, echter doorgaans slechts enkele keren per dag, en op sommige lijnen als belbus.

## Economie

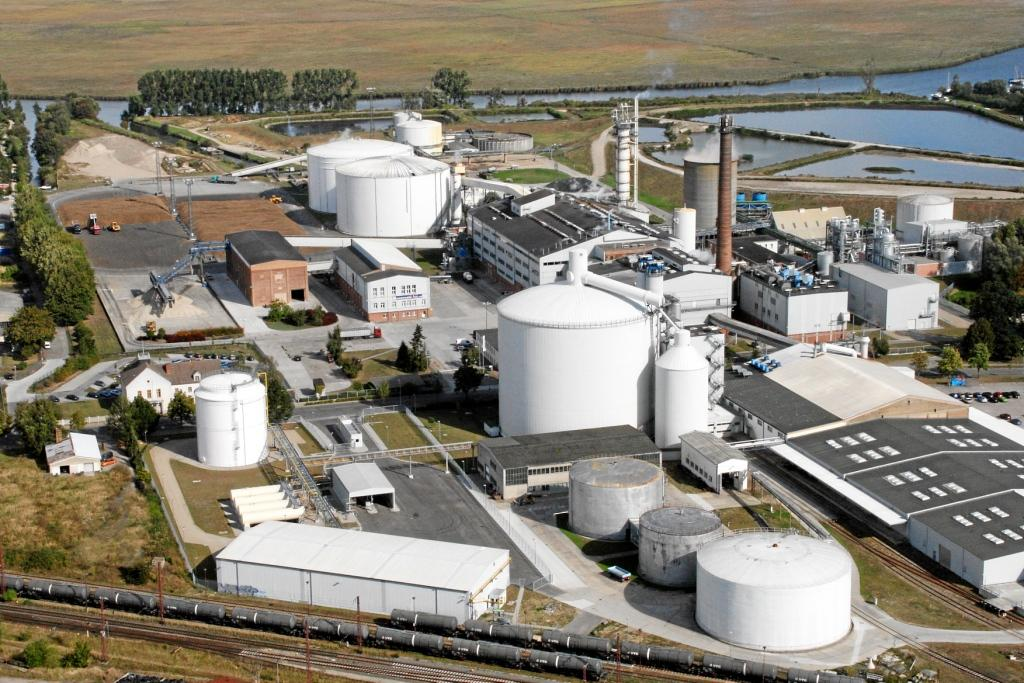
De suikerfabriek
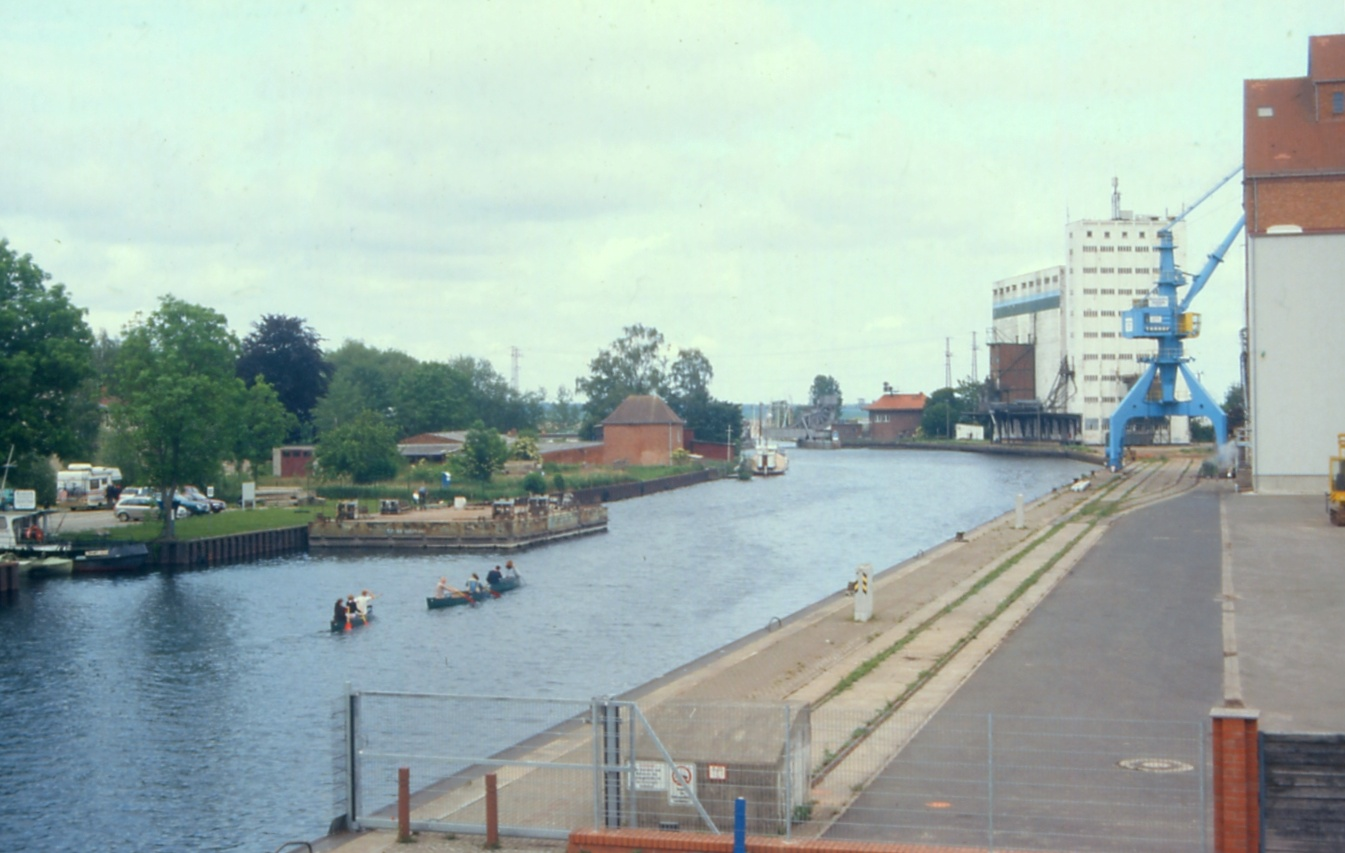
Havenkade aan de Peene

De industrie van Anklam stond al sinds de 19e eeuw in nauwe relatie tot de landbouw. Hiervan resteert alleen nog de in 1883 opgerichte suikerfabriek in de stad. Het industrieterrein aan de zuidoever van de Peene, bij de haven, is tegenwoordig in gebruik bij grote supermarkten, doe-het-zelf- en meubelzaken en ander midden- en kleinbedrijf.
Het economisch beleid van de stad richt zich op ontwikkeling van divers midden- en kleinbedrijf en op het toerisme. 
Bandenfabriek Continental opende in 2021 een researchinstituut in Anklam. Er wordt onderzocht, of van paardenbloemplanten grondstoffen voor autobanden kunnen worden gemaakt.

## Geschiedenis
Anklam ligt in het historische Pommeren. Vóór het ontstaan van Anklam hebben hier, blijkens archeologische vondsten, rond het begin van de jaartelling dragers van de Jastorfcultuur gewoond. In de 7e eeuw vestigden zich hier Slavische stammen. Mogelijk lag hier in de 12e of vroege 13e eeuw een marktnederzetting, in het kader van de Oostkolonisatie gesticht door Vlamingen. Het werd in de dertiende eeuw gesticht (eerste vermelding als Tanchlim in 1243), en nog in diezelfde eeuw kreeg het stadsrechten, (1264) en trad het toe tot de Hanze (1283). Het Hertogdom Pommeren werd in de middeleeuwen geregeerd door het Huis Greifen. Dit geslacht had een griffioen (Duits: Greif) in het familiewapen. Mede om deze reden voert Anklam dit fabeldier ook in het stadswapen. In 1452 verleende hertog Wartislaw IX van Pommeren aan vier steden, waaronder Anklam, extra handelsprivileges, het zogenaamde Goldene Privileg, wat de economie van de stad ten goede kwam.
Sinds de Reformatie, die werd doorgevoerd door het optreden van de theoloog Johannes Bugenhagen, in 1535, zijn de meeste christenen in Anklam evangelisch-luthers. Dit geldt ook voor bijna alle kerkgebouwen in Anklam. 
Epidemieën van de pest troffen Anklam soms zwaar. Velen stierven aan deze ziekte in de jaren 1565, 1605, 1637 en 1710. Stadsbranden richtten grote schade aan in 1376, 1424, 1659 en 1696. De strategische ligging van Anklam (nabij een in de zee uitmondende rivier en diverse landsgrenzen) maakte, dat het in de vele oorlogen van de 16e, 17e en 18e eeuw vrijwel geen enkele keer gespaard bleef.
In de Dertigjarige Oorlog kwam de stad na verwoestingen en bloedige veroveringen in o.a. de jaren 1628 en 1633, in Zweedse handen (Zweeds-Pommeren). Na de Grote Noordse Oorlog, vanaf 1720 tot 1815, was de stad gedeeld tussen Pruisen en Zweden, waarbij de Peene de grens vormde. De stad ligt ten zuiden van deze rivier en kwam dus in Pruisen  te liggen.
Na de val van Napoleon en het Wener Congres van 1815 behoorde Anklam tot Pruisen, dat in 1871 opging in het Duitse Keizerrijk, waarvoor na de Eerste Wereldoorlog de Republiek van Weimar in de plaats kwam.  Van plm. 1818 af was er weer een Joodse gemeenschap te Anklam aanwezig.
Ten tijde van Adolf Hitlers Derde Rijk vond vanaf de Kristalnacht in november 1938 tot 1945 een gruwelijke Jodenvervolging plaats. Veel Joden uit de streek rondom Anklam waren voordien, vanwege het sterke antisemitisme, Duitsland al ontvlucht. De nazi's legden bij Anklam een militair vliegveld (Fliegerhorst) aan, en er kwam in de buurt daarvan een fabriek van Arado, waar militaire vliegtuigen werden geproduceerd. De gevangenis werd uitgebreid met een strafinrichting voor ongehoorzame Wehrmacht-soldaten en een kamp voor dwangarbeiders. Veel dwangarbeiders moesten werken aan de bouw van de V1- en V2-testinrichting van Peenemünde, dat 40 km ten noorden van Anklam ligt.
Het station van Anklam, het vliegveld en de vliegtuigfabriek werden vanaf 1943 door geallieerde luchtaanvallen enkele keren zwaar beschadigd. Eind april 1945 werd de stad door de troepen van het Rode Leger veroverd en ten dele verwoest. Ten slotte heeft ook de Duitse Luftwaffe Anklam direct na de verovering door de Russen zwaar gebombardeerd. Uiteindelijk was na de Tweede Wereldoorlog  de stad voor 80% verwoest. 
Hierna behoorde Anklam  van 1949 tot 1990 tot de DDR. In de stad vestigden zich fabrieken, die vis en landbouwproducten verwerkten. 
Anklam kampt sedert ca. 1990 met een naar verhouding grote aanhang van extreemrechtse groeperingen. In de periode 1989-2000 daalde het aantal inwoners met bijna 40% van circa 20.000 tot circa 12.300. Veel, vooral jonge en hoogopgeleide mensen trokken na de Duitse hereniging weg naar economisch sterkere streken elders in Duitsland. Het zuidelijke buurdorp Pelsin (met het landgoeddorp Stretense) werd in 2010 bij de gemeente Anklam gevoegd.

## Bezienswaardigheden, toerisme
- Enkele belangrijke 13e-eeuwse bouwwerken in Noord-Duitse baksteengotiek hebben de oorlogsverwoestingen overleefd: 
  - de stadspoort Steintor, die het plaatselijke streekmuseum (Museum im Steintor) huisvest. Tot de collectie van dit museum behoort een in 1995 in het centrum van Anklam gevonden schat. Deze bestaat uit deels vergulde sieraden en ruim 2.500, veelal zilveren, munten uit de 13e-17e eeuw. De jongste van deze munten vertoont het jaartal 1629. Vermoedelijk zijn de kostbaarheden tijdens de Dertigjarige Oorlog door meerdere eigenaars op een gezamenlijke bergplaats, in een houten kistje, verstopt.
  - de Marienkirche (na de oorlog hersteld).
  - Een andere grote kerk uit deze periode, de Nikolaikirche, was sinds de oorlog een ruïne. Sinds 2007 wordt er aan de herbouw van de kerk gewerkt. Sedert 2020 worden er tentoonstellingen , concerten e.d. in het gebouw gehouden. Het is de bedoeling, dat in het kader van een naar Icarus genoemd project Ikareum het Otto-Lilienthal-Museum naar dit voormalige kerkgebouw zal verhuizen; wanneer, is anno 2024 nog niet bekend.
- Aan de luchtvaartpionier Otto Lilienthal, die vooral in de DDR-periode zeer geëerd werd, is te Anklam een museum gewijd.
- Ten oosten van Anklam ligt de kust van de Oostzee, waar talrijke toeristenplaatsen liggen, o.a. op het eiland Usedom, ten oosten van Anklam.

## Afbeeldingen

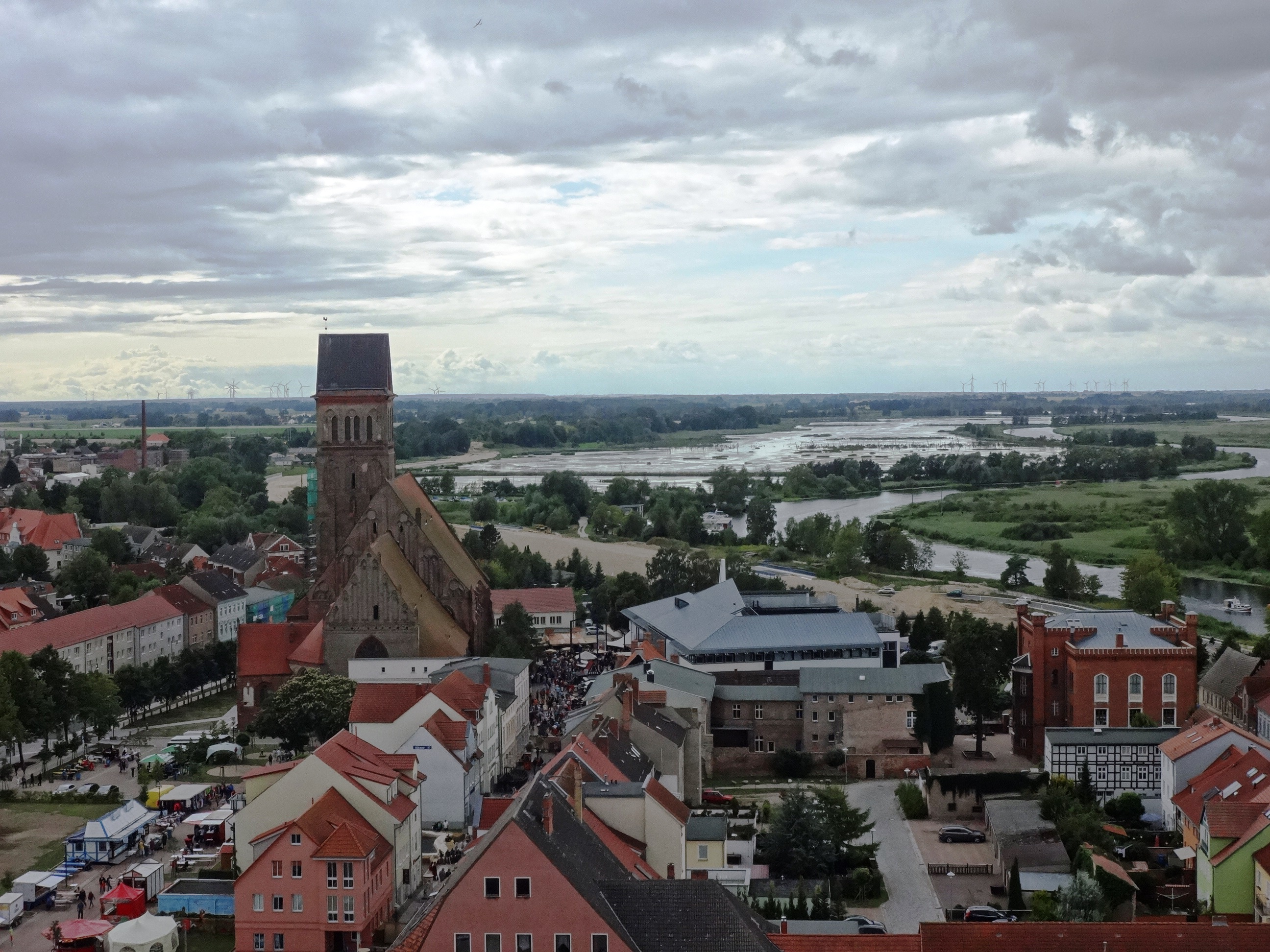
Anklam met de Marienkirche
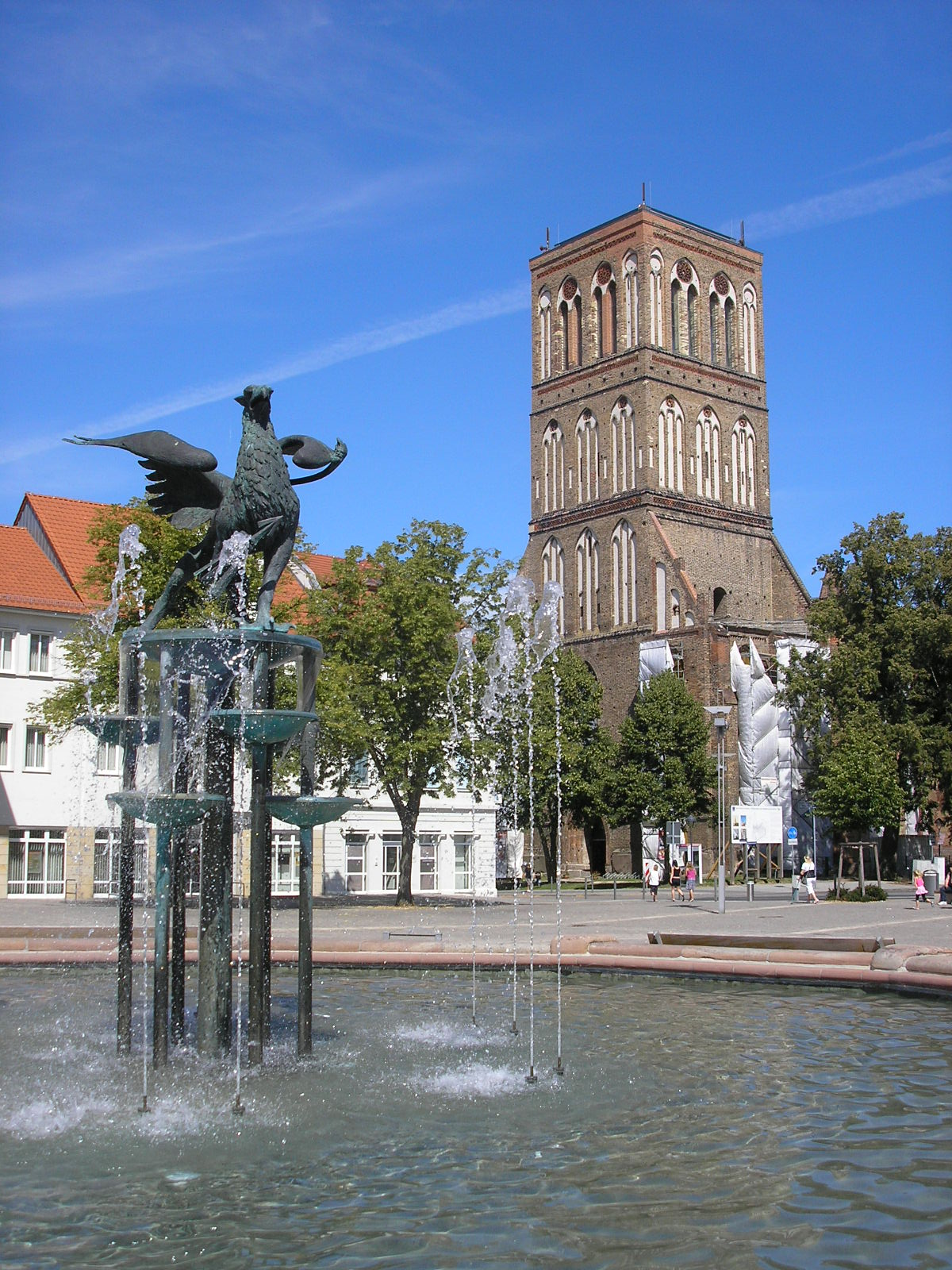
Nikolaikirche
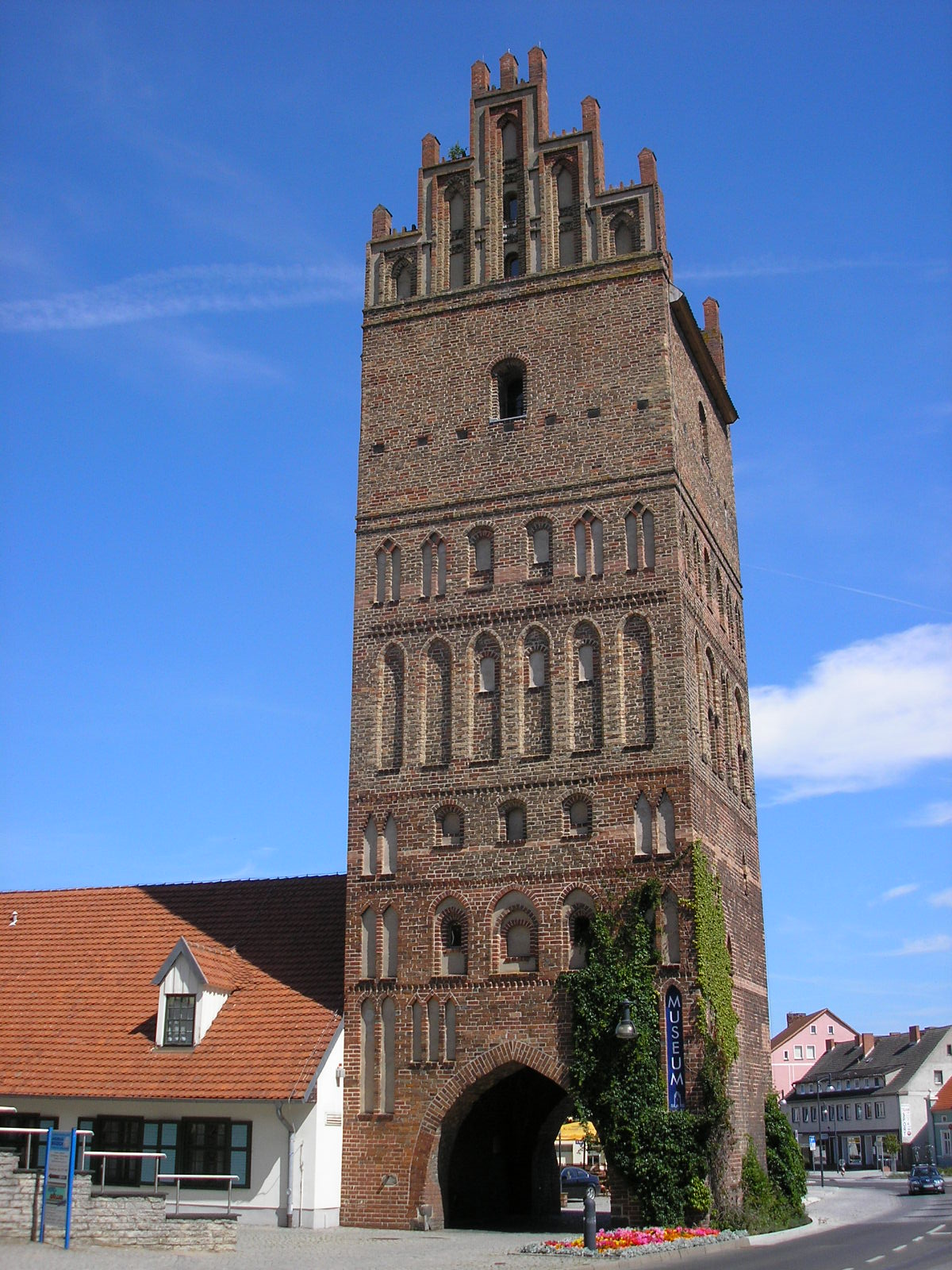
Steintor
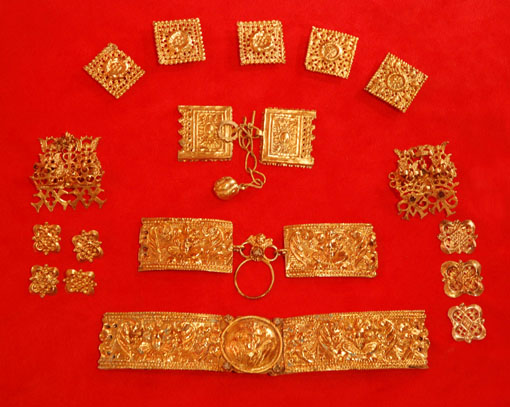
De schat van Anklam in het Museum im Steintor: vergulde sieraden
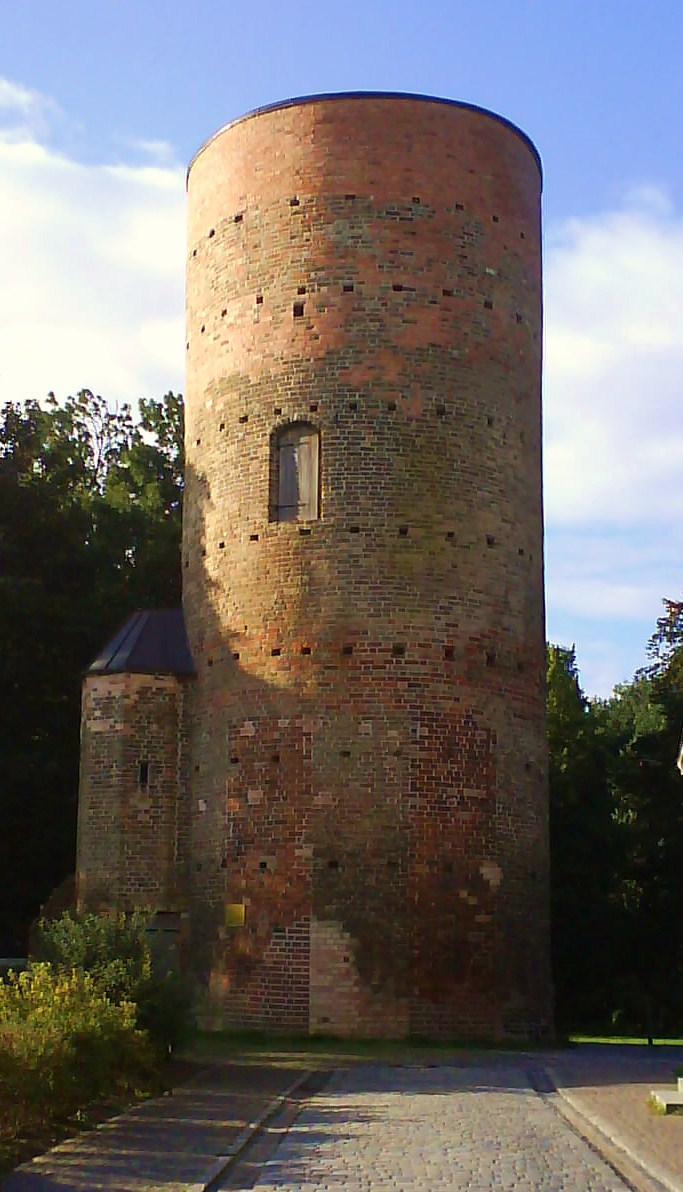
De 15e-eeuwse Pulverturm (kruittoren)
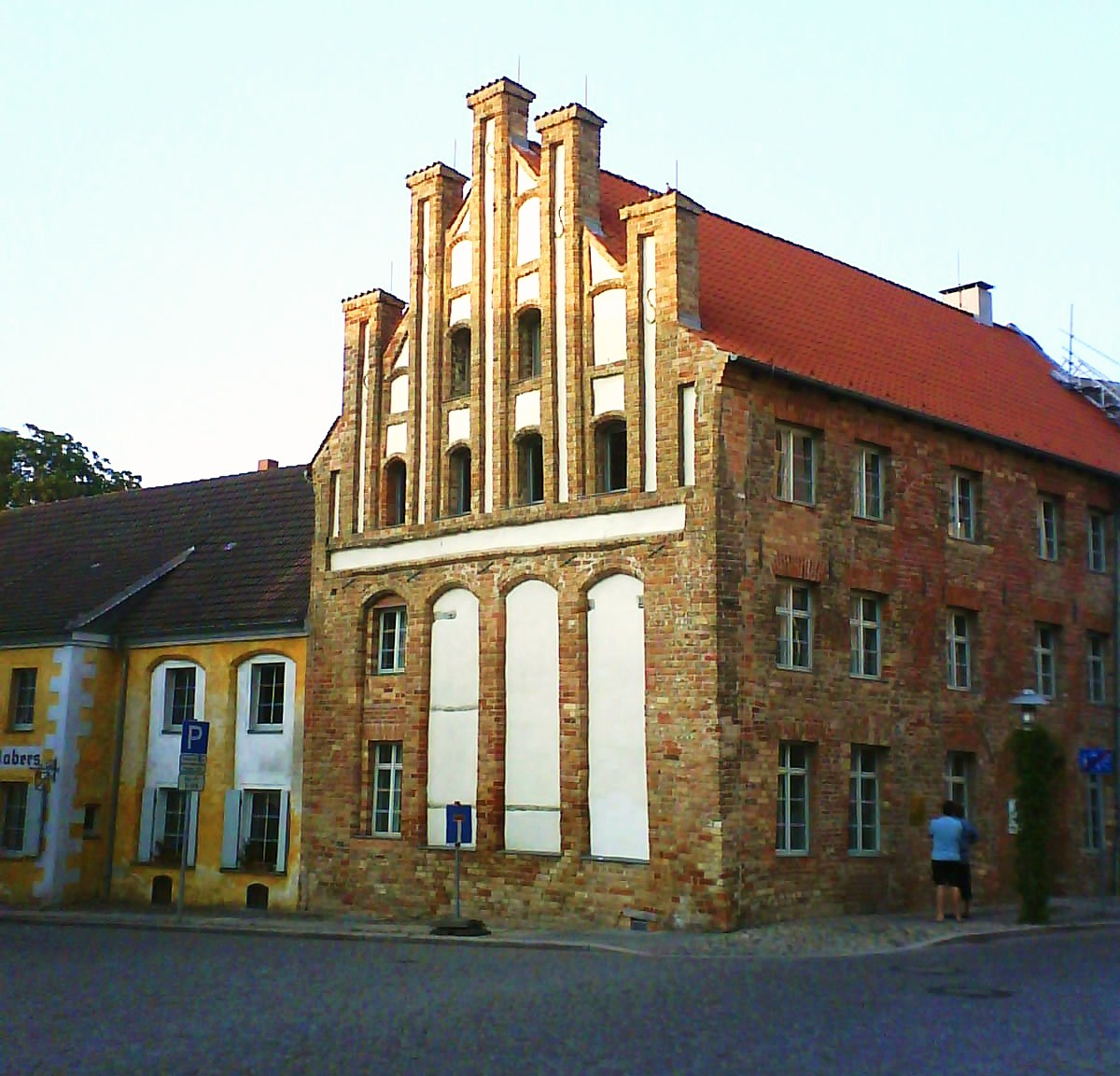
Eén van de weinige, na WO II bewaard gebleven oude huizen (15e-eeuws)
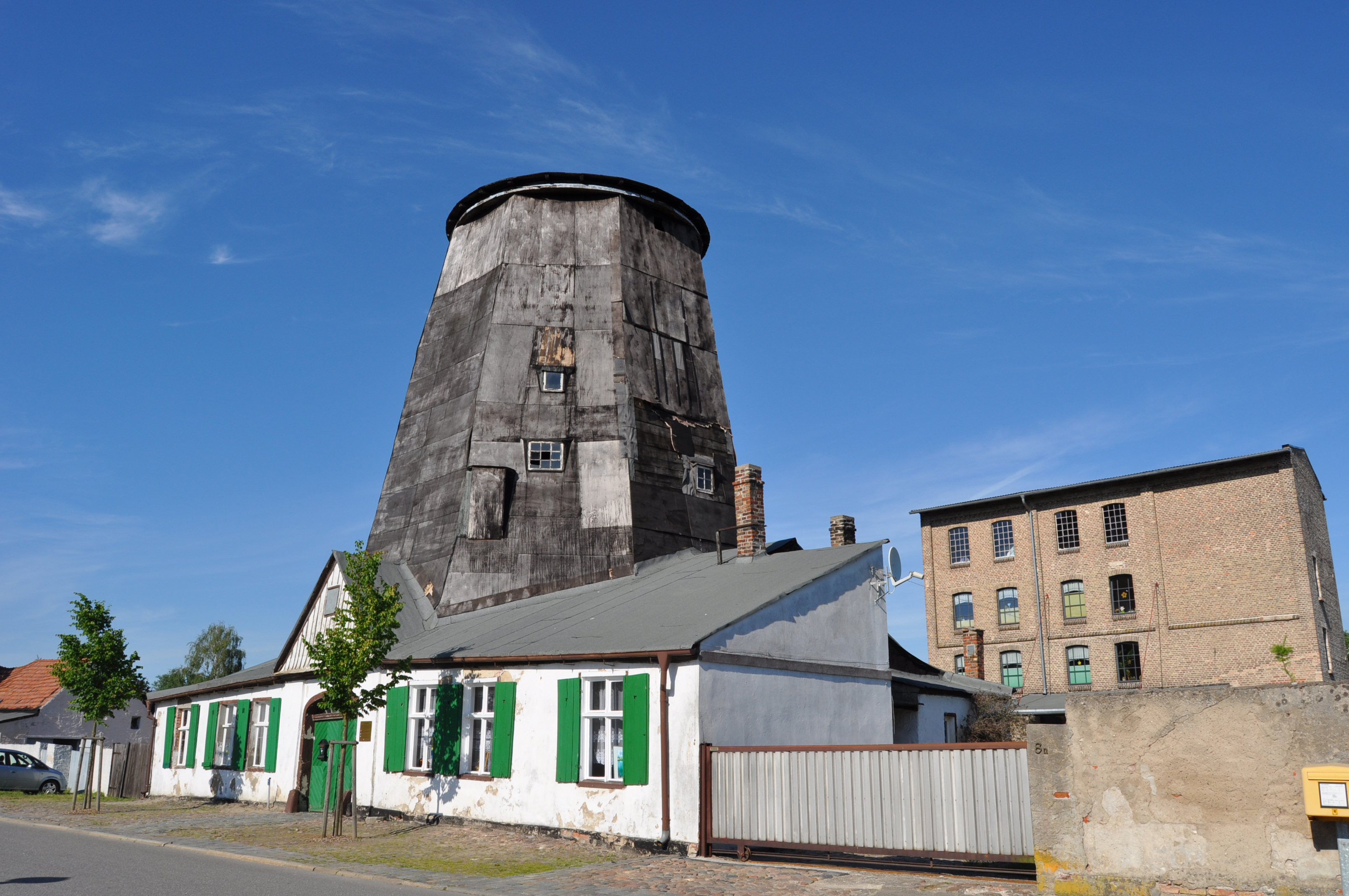
Ruïne Peendamm-molen
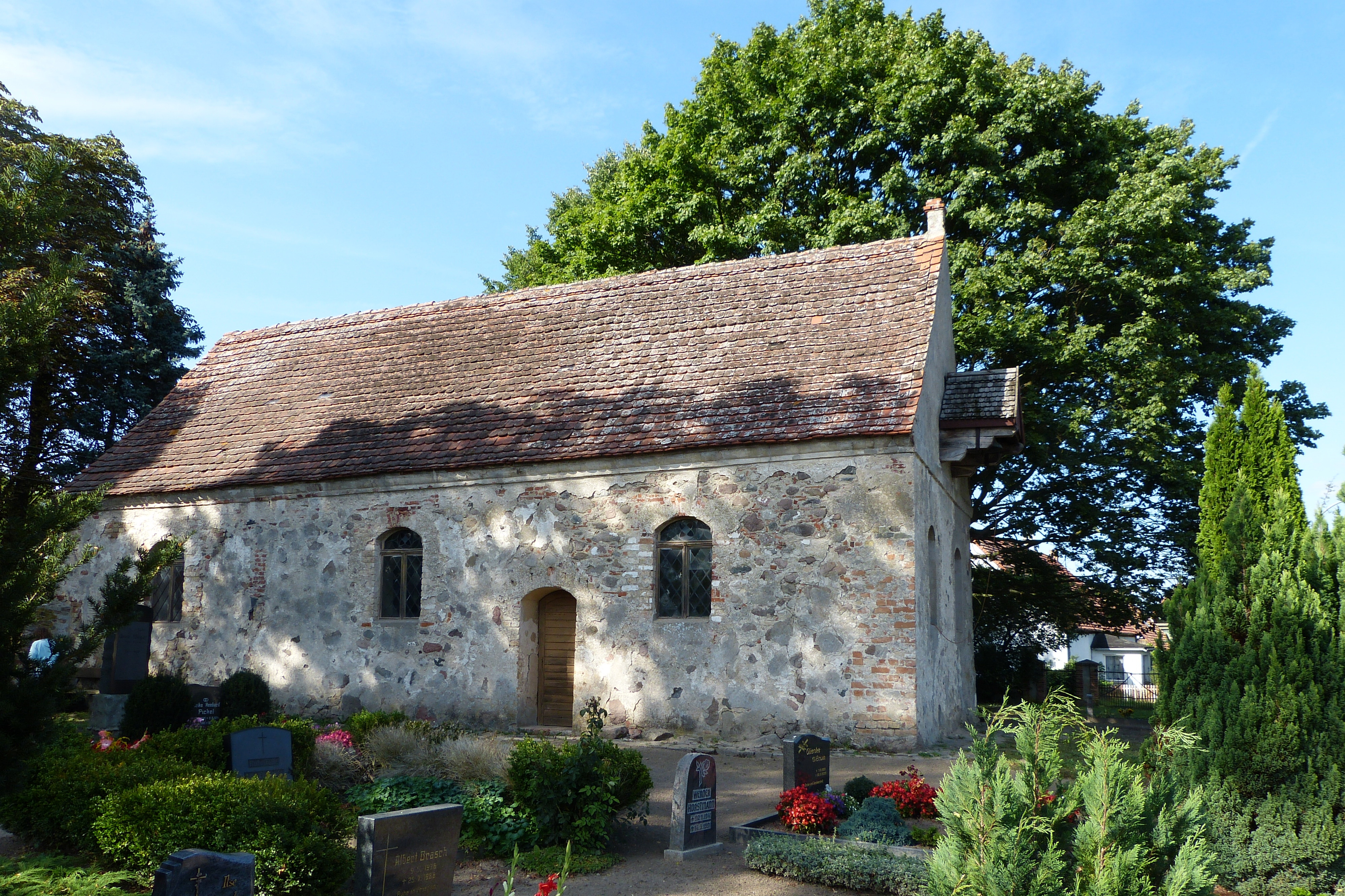
De 15e-eeuwse dorpskerk van Pelsin
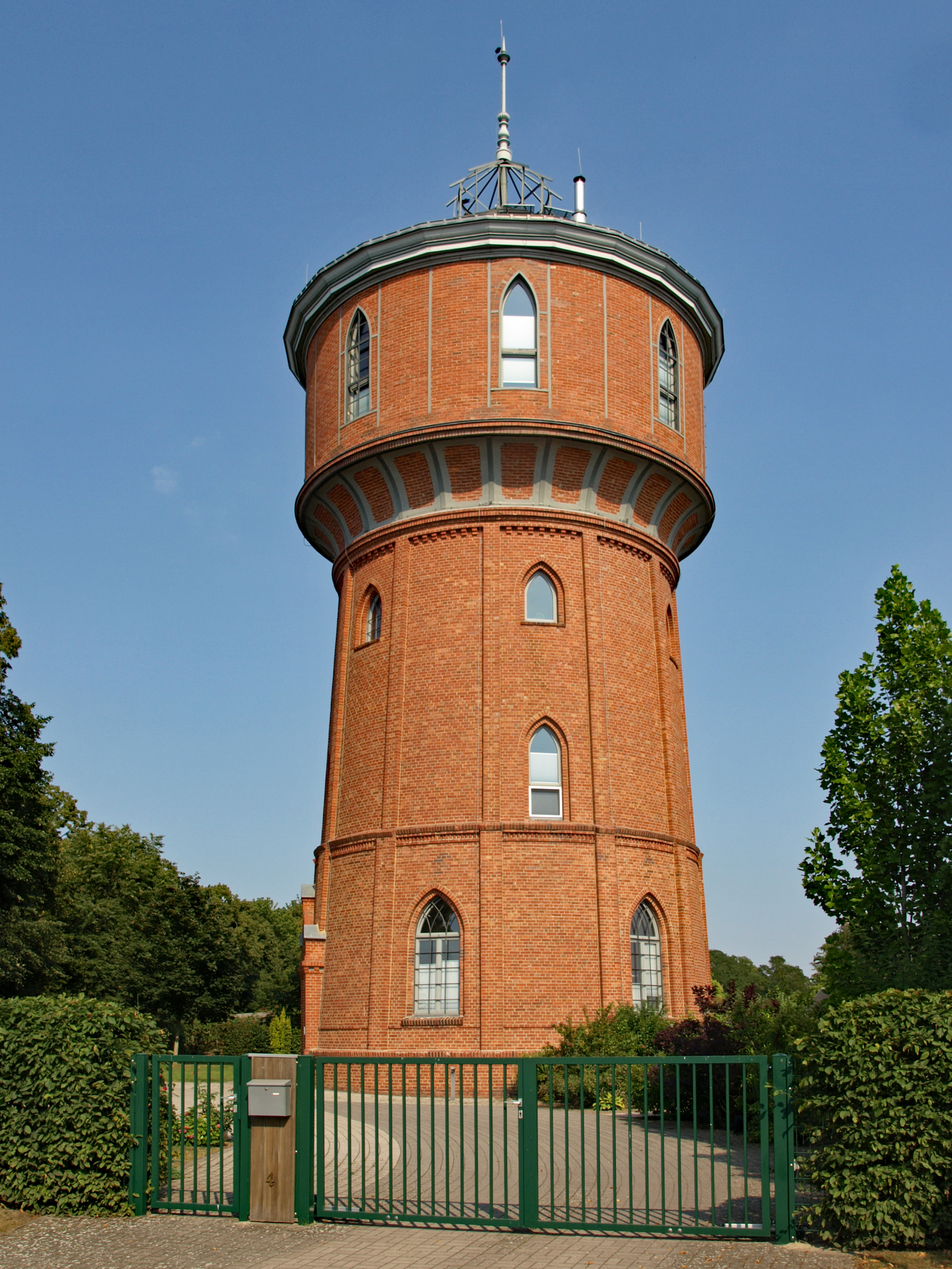
Voormalige watertoren
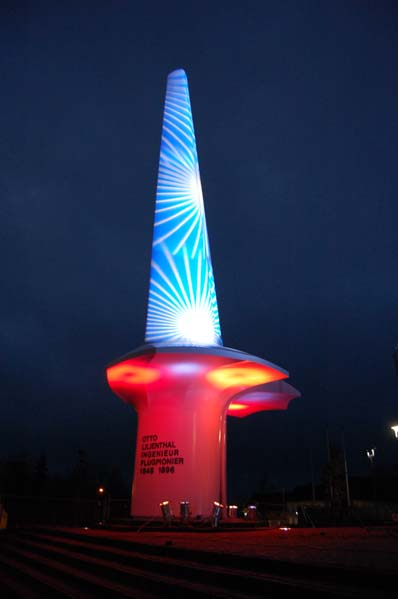
Monument voor Otto Lilienthal te Anklam (1982; maker: Walther Preik; polyester en kunsthars)

## Bekende personen in relatie tot de gemeente

### Geboren te Anklam
- Abraham (Adolf) Wertheim (* 18 november 1819; † 3 juli 1891 in Seelisberg in Zwitserland), Joods zakenman, in 1852 oprichter van het warenhuisconcern Wertheim
- Otto Lilienthal (1848-1896), luchtvaartpionier
- Gustav Lilienthal (* 9 oktober 1849; † 1 februari 1933 in Berlijn, broer, en zo nu en dan adviseur of assistent van Otto Lilienthal, architect; uitvinder van de Anker-bouwdozen
- Johanna Tauscher, meisjesnaam: Gadski (* 15 juni 1870; † 22 februari 1932 in Berlijn-Schmargendorf), in o.a. de Verenigde Staten succesvol operazangeres (sopraan)
- Ulrich von Hassell (1881-1944, te Plötzensee door ophanging ter dood gebracht), Duits politicus, tegenstander van het nationaalsocialisme en diplomaat
- Nicolaus von Below (1907-1983), legerofficier en adjudant van Adolf Hitler
- Günter Schabowski (1929-2015), SED-partijleider
- Matthias Schweighöfer (1981), acteur, producer en regisseur
- Florian Stritzel (31 januari 1994), voetballer

### Overigen
- Max Wagenknecht (1857-1922 te Anklam), componist
- Gustav Spörer (Berlijn, 23 oktober 1822 - Gießen, 7 juli 1895), astronoom; hij deed vanaf de Pulverturm te Anklam waarnemingen van zonnevlekken; hij was ook leraar aan het gymnasium, en heeft Otto Lilienthal nog wiskundeles gegeven.